# セクター別アプローチ
セクター別アプローチとは、地球温暖化の原因となる温室効果ガスの国別削減量を決めるための手法の一つである。産業・運輸・家庭などの部門（これら部門のことをセクターという）ごとに温室効果ガス削減可能量を算出し、その合計を国別の総量目標とする。温室効果ガス削減可能量は、省エネ技術の普及率などを調査し、最も効率の良い技術を導入した場合を想定して算出する。積み上げ方式ともいわれ、政治判断で削減目標を義務づけた京都議定書とは違い、公平で統一的な基準に基づいて削減目標を定めようとする考え方である。2013年以降の地球温暖化対策の枠組み（ポスト京都議定書）交渉のなかで提唱されている。理論的バックボーンとしては、21世紀政策研究所から発表された2008年3月の「ポスト京都議定書の枠組としてのセクター別アプローチ―日本版セクター別アプローチの提案―」という報告書がある。
「セクター別アプローチ」は、「セクターアプローチ」や「セクトラルアプローチ」と言われることもある。英語では、sectoral approach が一般的な言い方で、sector-based approach と言われることもある。また、上記の定義は国際的に使われるセクター別アプローチとは違う意味を持っているので使用には注意が必要である。(経緯を参照)

## 経緯
日本は二度のオイルショックを経験したあと、他の先進国に先駆けて省エネルギー技術を開発、導入してきた。にもかかわらず京都議定書では、EUに次ぐ大きな国別削減目標（EUは8％、日本は6％）を負うことになり、それまでの削減努力が正当に評価されていないといった不満が、産業界などを中心に強くある。
そこで提唱されるようになったのがセクター別アプローチである。この方式では、セクターごとに削減可能量を算出して積み上げていくので、過去の実績が考慮され、日本など省エネが進んだ国の削減目標が相対的に低くなると言われている。
2007年12月にインドネシアで行われたCOP13の場で、日本が、ポスト京都の枠組み作りの選択肢としてセクター別アプローチを提案した。
なお、世界で最初に「セクター別アプローチ」という考え方を体系的に打ち出したのは、アメリカのシンクタンク Center for Clean Air Policy（CCAP）で、2004年頃のことである。開発途上国に対し、国全体での削減目標を課すのは無理であるにしても、特定のセクターだけでも削減目標をもつようにするための方策として考え出されたものである。国際的には「セクター別アプローチ」と言えばこの考え方のことを指す。したがって、日本の提唱する「セクター別アプローチ」は、実際の用法とは違った意味を持つようになっている。

## 長所・短所
セクター別アプローチの長所や短所（問題点）については、次のような点が指摘されている。
- 長所
  - 国が違っても同じ部門どうしならば、効率性などを比較しやすい
  - 目標設定に根拠を持たせることができるため、公平性と透明性の確保につながる
  - 基準年までの排出削減努力が反映される公平な手法である
  - 国別削減目標と比べ、分野・部門別に分けて経済成長を考慮できるため、発展途上国が受け入れやすい

- 短所(問題点)
  - 各セクターの自主努力に任せることになり、必要な削減目標に届かないおそれがある。
  - 発展途上国にも排出削減の目標数値が課せられているので、途上国の経済発展が阻害される可能性がある。
  - 一般には、業種を絞らず産業全体で削減に取り組んだほうがコスト効率はよくなるため、コスト効率が悪くなる
  - 業種や製品の設定の仕方によっては、温室効果ガスの排出を、対象外の他産業に押し付けることができてしまう
  - 環境効果性およびコスト効果性の面で、現行の政策措置を改善できるかが不透明である
  - 新たなアプローチを採用することに対して、混乱が予想されている
  - 分野・部門別に削減目標量を正確に決めるためのシステムが不透明である
  - セクター間での格差ができてしまう
  - 新たな枠組みにどのように統合していくかが不明確

## 海外での反応・評価
日本の提案する「セクター別アプローチ」について、欧州連合は積極的に理解や賛同を示すことはなく、あえて否定はしない、という姿勢をとっている。
日本が念頭に置いているのは、削減目標を定めるにあたって産業・分野別に削減可能量を積み上げるという方式であるが、欧州連合は、政府が温室効果ガスの国内総排出量（総排出枠）を定め、それを個々の主体に排出枠として配分し、主体間の排出枠の一部の移転（または獲得）を認めるキャップ・アンド・トレードが主な方策であるべきだと考えており、セクター別アプローチは補完的なものだとしている。
日本について経済産業省が削減可能量を積み上げた長期エネルギー需給見通しでは、2020年に1990年比で4％しか削減できないとされている。それに対しEUは、90年比20％減、他の先進国が合意すれば30％減という目標を掲げている。日本のセクター別積み上げ目標ではその1/5しか達成できないことになる。
また米国やロシア、中東欧諸国などでは、主にエネルギー価格が安いという理由から、現状では多くのセクターにおいてエネルギー効率が悪い（省エネ機器の導入率などが低い）。そのため、「セクター別アプローチ」は不利なオプションとなる。
他方、途上国も「セクター別アプローチ」に反発している。彼らにすれば日本が厳しい国別総量目標から逃れようとしているように見えるようだ。また、積み上げという名のもと途上国にまで削減義務を押しつけるものだと危惧する。
「セクター別アプローチ」に対しては、中国やインドなど巨大排出国を巻き込む方途として一定の期待がある。日本政府もG8環境会合などでは一定の理解を得られたとしているが、現実的には大きな困難が予想された。
しかし、2009年のCOP15におけるコペンハーゲン合意では、セクター別アプローチの基本的な考え方であるボトムアップアプローチが採用され、トップダウン型の京都議定書と対照的な形で国際的合意が成立した。セクター別アプローチはまた、現在日本をはじめ主要先進国が取り組み始めた「二国間オフセットメカニズム」（京都議定書の外での先進国ー途上国間の温室効果ガス削減事業とそれによるクレジット創出）に発展消化しており、今後の国際交渉における主役の考え方に育ちつつある。